# 愛媛県道186号三津浜停車場線

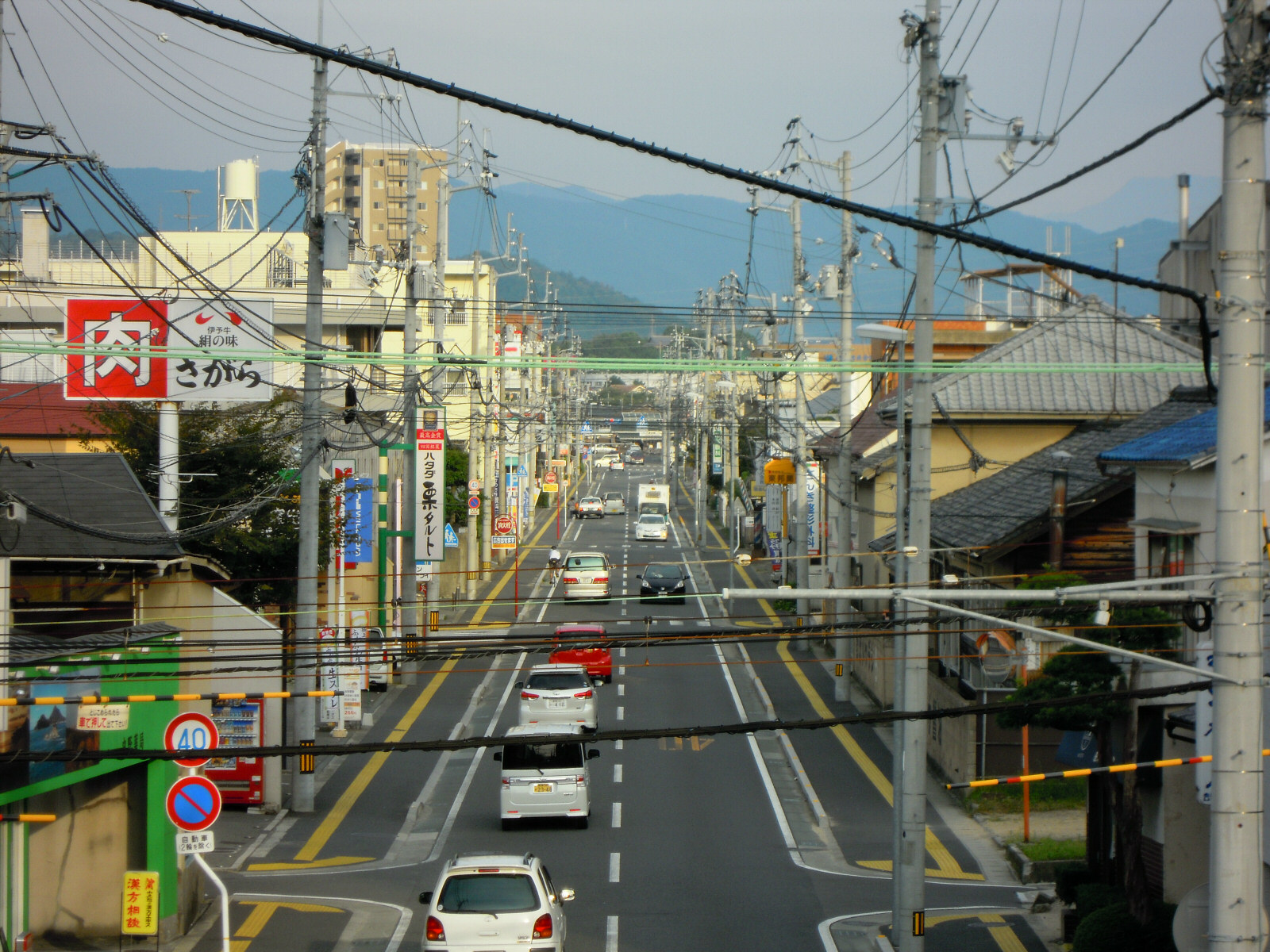
県道186号（三杉町）

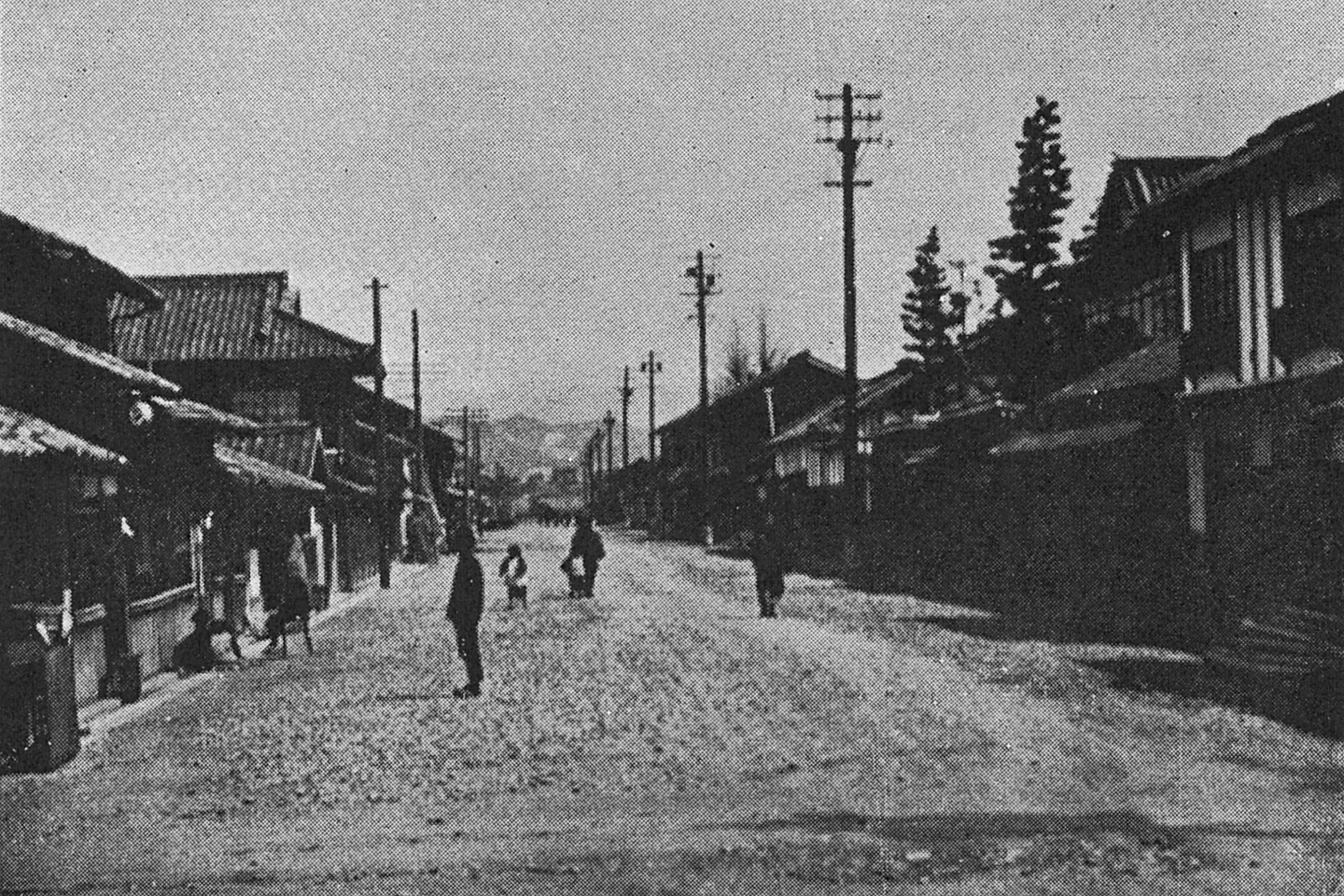
駅前通
1929年（昭和4年）

愛媛県道186号三津浜停車場線（えひめけんどう186ごう みつはまていしゃじょうせん）は、愛媛県松山市を通る一般県道である。県道指定区間が短いため、路線上に当路線を示す道路標識が存在しない。

## 概要

### 路線データ
- 総延長：0.8 km
- 起点：松山市会津町（JR四国予讃線 三津浜駅前）
- 終点：松山市祓川2丁目（国道437号・愛媛県道19号松山港線交点）

## 歴史
- 1920年（大正9年）4月1日 - 愛媛県告示第170号により、三津浜三津停車場線として県道に認定される[1]。
- 1958年（昭和33年）6月27日 - 愛媛県告示第566号により、三津浜港三津浜停車場線として県道に認定される（整理番号76番）[2]。
- 1972年（昭和47年）3月16日 - 愛媛県が愛媛県道186号三津浜港三津浜停車場線として認定。
- 1982年（昭和57年）
  - 10月15日 - 愛媛県告示第1317号により、愛媛県道186号三津浜港三津浜停車場線の路線廃止が認定される[3]。
  - 10月15日 - 愛媛県告示第1316号により、愛媛県道186号三津浜停車場線の路線が認定される[4]。

## 地理

### 通過する自治体
- 松山市

### 交差する道路
- 国道437号
- 愛媛県道19号松山港線

### 交差する鉄道
- 伊予鉄道高浜線

### 沿線
- JR四国予讃線 三津浜駅
- 伊予鉄道高浜線 三津駅
- セブンスター三津店
- 愛媛信用金庫三津浜支店